# IPv4
IPv4는 인터넷 프로토콜의 4번째 판이며, 전 세계적으로 사용된 첫 번째 인터넷 프로토콜이다. 과거에 인터넷에서 사용되는 유일한 프로토콜이었으나 오늘날에는 IPv6이 대중화되었다. IETF RFC 791(1981년 9월)에 기술되어 있다.
IPv4는 패킷 교환 네트워크 상에서 데이터를 교환하기 위한 프로토콜이다. 데이터가 정확하게 전달될 것을 보장하지 않고, 중복된 패킷을 전달하거나 패킷의 순서를 잘못 전달할 가능성도 있다. 데이터의 정확하고 순차적인 전달은 그보다 상위 프로토콜인 TCP에서(그리고 UDP에서도 일부) 보장한다.
IPv4의 주소체계는 총 12자리이며 네 부분으로 나뉜다. 각 부분은 0~255까지 3자리의 수로 표현된다. IPv4 주소는 32비트로 구성되어 있으며, 현재 인터넷 사용자의 증가로 인해 주소공간의 고갈에 대한 우려가 높아지고 있다. 이에 따라 대안으로 128비트 주소체계를 갖는 IPv6가 등장하였다. 중국의 경우 주소공간 고갈을 우려하여 일부에서 독자적으로 IPv9(십진제 인터넷 주소체계)과 숫자도메인(Digital Domain Name System, DDNS)이 결합된 개념인 IP 주소와 도메인 이름이 동일한 네트워크 체제인 All-Digital-Domain-Address (ADDA)를 사용하기도 한다.
2011년 2월 4일부터 모든 IPv4 주소가 소진되면서 IPv4의 할당이 중지되었다.

## 구성 단위
| CLASS    | 구성            | 범위                        | 예             |
| -------- | --------------- | --------------------------- | -------------- |
| A 클래스 | xxx.xxx.xxx.xxx | 1.0.0.1 ~ 126.255.255.254   | 61.211.123.22  |
| B 클래스 | xxx.xxx.xxx.xxx | 128.0.0.1 ~ 191.255.255.254 | 181.123.211.33 |
| C 클래스 | xxx.xxx.xxx.xxx | 192.0.0.1 ~ 223.255.255.254 | 221.23.222.222 |
| D 클래스 |                 | 224.0.0.0 ~ 239.255.255.255 |                |
| E 클래스 |                 | 240.0.0.0 ~ 254.255.255.254 |                |

### A 클래스
- A Class는 최고위의 Class로서, 1~126 (0, 127 예약됨)범위의 IP주소를 가진다. 두 번째, 세 번째 그리고 네 번째 단위의 세 숫자는 A Class가 자유롭게 네트워크 사용자에게 부여가 가능한 아이피이다.

### B 클래스
- B Class는 두 번째로 높은 단위의 Class로써, 아이피 구성에서 첫 번째 단위의 세 숫자는 128 - 191 가운데 하나를 가지며 (위의 예에서 181), 두 번째 단위의 세 숫자는 B Class가 접속할 수 있는 네트워크를 지시한다.

### C 클래스
- C Class는 최하위의 Class로서, 아이피 구성에서 첫 번째 단위의 세 숫자는 192 -223 가운데 하나를 가지며 (위의 예에서 221), 두 번째와 세 번째 단위의 세 숫자는 C Class가 접속할 수 있는 네트워크를 지시한다. C Class가 자유로이 부여할 수 있는 아이피는 마지막 네 번째 단위의 254개이다.(2개는 예약)

## 패킷 구조

### 헤더
| 오프셋 | 옥텟 | 0                     | 0                     | 0                     | 0                     | 0                     | 0                     | 0                     | 0                     | 1                     | 1                     | 1                     | 1                     | 1                     | 1                     | 1                     | 1                     | 2                     | 2                     | 2                     | 2                     | 2                     | 2                     | 2                     | 2                     | 3                     | 3                     | 3                     | 3                     | 3                     | 3                     | 3                     | 3                     |
| 옥텟   | 비트 | 0                     | 1                     | 2                     | 3                     | 4                     | 5                     | 6                     | 7                     | 8                     | 9                     | 10                    | 11                    | 12                    | 13                    | 14                    | 15                    | 16                    | 17                    | 18                    | 19                    | 20                    | 21                    | 22                    | 23                    | 24                    | 25                    | 26                    | 27                    | 28                    | 29                    | 30                    | 31                    |
| ------ | ---- | --------------------- | --------------------- | --------------------- | --------------------- | --------------------- | --------------------- | --------------------- | --------------------- | --------------------- | --------------------- | --------------------- | --------------------- | --------------------- | --------------------- | --------------------- | --------------------- | --------------------- | --------------------- | --------------------- | --------------------- | --------------------- | --------------------- | --------------------- | --------------------- | --------------------- | --------------------- | --------------------- | --------------------- | --------------------- | --------------------- | --------------------- | --------------------- |
| 0      | 0    | 버전                  | 버전                  | 버전                  | 버전                  | IHL                   | IHL                   | IHL                   | IHL                   | DSCP                  | DSCP                  | DSCP                  | DSCP                  | DSCP                  | DSCP                  | ECN                   | ECN                   | 전체 길이             | 전체 길이             | 전체 길이             | 전체 길이             | 전체 길이             | 전체 길이             | 전체 길이             | 전체 길이             | 전체 길이             | 전체 길이             | 전체 길이             | 전체 길이             | 전체 길이             | 전체 길이             | 전체 길이             | 전체 길이             |
| 4      | 32   | 식별 정보             | 식별 정보             | 식별 정보             | 식별 정보             | 식별 정보             | 식별 정보             | 식별 정보             | 식별 정보             | 식별 정보             | 식별 정보             | 식별 정보             | 식별 정보             | 식별 정보             | 식별 정보             | 식별 정보             | 식별 정보             | 플래그                | 플래그                | 플래그                | 프래그먼트 오프셋     | 프래그먼트 오프셋     | 프래그먼트 오프셋     | 프래그먼트 오프셋     | 프래그먼트 오프셋     | 프래그먼트 오프셋     | 프래그먼트 오프셋     | 프래그먼트 오프셋     | 프래그먼트 오프셋     | 프래그먼트 오프셋     | 프래그먼트 오프셋     | 프래그먼트 오프셋     | 프래그먼트 오프셋     |
| 8      | 64   | TTL(생존 시간)        | TTL(생존 시간)        | TTL(생존 시간)        | TTL(생존 시간)        | TTL(생존 시간)        | TTL(생존 시간)        | TTL(생존 시간)        | TTL(생존 시간)        | 프로토콜              | 프로토콜              | 프로토콜              | 프로토콜              | 프로토콜              | 프로토콜              | 프로토콜              | 프로토콜              | 헤더 체크섬           | 헤더 체크섬           | 헤더 체크섬           | 헤더 체크섬           | 헤더 체크섬           | 헤더 체크섬           | 헤더 체크섬           | 헤더 체크섬           | 헤더 체크섬           | 헤더 체크섬           | 헤더 체크섬           | 헤더 체크섬           | 헤더 체크섬           | 헤더 체크섬           | 헤더 체크섬           | 헤더 체크섬           |
| 12     | 96   | 출발지 IP 주소        | 출발지 IP 주소        | 출발지 IP 주소        | 출발지 IP 주소        | 출발지 IP 주소        | 출발지 IP 주소        | 출발지 IP 주소        | 출발지 IP 주소        | 출발지 IP 주소        | 출발지 IP 주소        | 출발지 IP 주소        | 출발지 IP 주소        | 출발지 IP 주소        | 출발지 IP 주소        | 출발지 IP 주소        | 출발지 IP 주소        | 출발지 IP 주소        | 출발지 IP 주소        | 출발지 IP 주소        | 출발지 IP 주소        | 출발지 IP 주소        | 출발지 IP 주소        | 출발지 IP 주소        | 출발지 IP 주소        | 출발지 IP 주소        | 출발지 IP 주소        | 출발지 IP 주소        | 출발지 IP 주소        | 출발지 IP 주소        | 출발지 IP 주소        | 출발지 IP 주소        | 출발지 IP 주소        |
| 16     | 128  | 목적지 IP 주소        | 목적지 IP 주소        | 목적지 IP 주소        | 목적지 IP 주소        | 목적지 IP 주소        | 목적지 IP 주소        | 목적지 IP 주소        | 목적지 IP 주소        | 목적지 IP 주소        | 목적지 IP 주소        | 목적지 IP 주소        | 목적지 IP 주소        | 목적지 IP 주소        | 목적지 IP 주소        | 목적지 IP 주소        | 목적지 IP 주소        | 목적지 IP 주소        | 목적지 IP 주소        | 목적지 IP 주소        | 목적지 IP 주소        | 목적지 IP 주소        | 목적지 IP 주소        | 목적지 IP 주소        | 목적지 IP 주소        | 목적지 IP 주소        | 목적지 IP 주소        | 목적지 IP 주소        | 목적지 IP 주소        | 목적지 IP 주소        | 목적지 IP 주소        | 목적지 IP 주소        | 목적지 IP 주소        |
| 20     | 160  | 옵션 (IHL > 5인 경우) | 옵션 (IHL > 5인 경우) | 옵션 (IHL > 5인 경우) | 옵션 (IHL > 5인 경우) | 옵션 (IHL > 5인 경우) | 옵션 (IHL > 5인 경우) | 옵션 (IHL > 5인 경우) | 옵션 (IHL > 5인 경우) | 옵션 (IHL > 5인 경우) | 옵션 (IHL > 5인 경우) | 옵션 (IHL > 5인 경우) | 옵션 (IHL > 5인 경우) | 옵션 (IHL > 5인 경우) | 옵션 (IHL > 5인 경우) | 옵션 (IHL > 5인 경우) | 옵션 (IHL > 5인 경우) | 옵션 (IHL > 5인 경우) | 옵션 (IHL > 5인 경우) | 옵션 (IHL > 5인 경우) | 옵션 (IHL > 5인 경우) | 옵션 (IHL > 5인 경우) | 옵션 (IHL > 5인 경우) | 옵션 (IHL > 5인 경우) | 옵션 (IHL > 5인 경우) | 옵션 (IHL > 5인 경우) | 옵션 (IHL > 5인 경우) | 옵션 (IHL > 5인 경우) | 옵션 (IHL > 5인 경우) | 옵션 (IHL > 5인 경우) | 옵션 (IHL > 5인 경우) | 옵션 (IHL > 5인 경우) | 옵션 (IHL > 5인 경우) |
| 24     | 192  | 옵션 (IHL > 5인 경우) | 옵션 (IHL > 5인 경우) | 옵션 (IHL > 5인 경우) | 옵션 (IHL > 5인 경우) | 옵션 (IHL > 5인 경우) | 옵션 (IHL > 5인 경우) | 옵션 (IHL > 5인 경우) | 옵션 (IHL > 5인 경우) | 옵션 (IHL > 5인 경우) | 옵션 (IHL > 5인 경우) | 옵션 (IHL > 5인 경우) | 옵션 (IHL > 5인 경우) | 옵션 (IHL > 5인 경우) | 옵션 (IHL > 5인 경우) | 옵션 (IHL > 5인 경우) | 옵션 (IHL > 5인 경우) | 옵션 (IHL > 5인 경우) | 옵션 (IHL > 5인 경우) | 옵션 (IHL > 5인 경우) | 옵션 (IHL > 5인 경우) | 옵션 (IHL > 5인 경우) | 옵션 (IHL > 5인 경우) | 옵션 (IHL > 5인 경우) | 옵션 (IHL > 5인 경우) | 옵션 (IHL > 5인 경우) | 옵션 (IHL > 5인 경우) | 옵션 (IHL > 5인 경우) | 옵션 (IHL > 5인 경우) | 옵션 (IHL > 5인 경우) | 옵션 (IHL > 5인 경우) | 옵션 (IHL > 5인 경우) | 옵션 (IHL > 5인 경우) |
| 28     | 224  | 옵션 (IHL > 5인 경우) | 옵션 (IHL > 5인 경우) | 옵션 (IHL > 5인 경우) | 옵션 (IHL > 5인 경우) | 옵션 (IHL > 5인 경우) | 옵션 (IHL > 5인 경우) | 옵션 (IHL > 5인 경우) | 옵션 (IHL > 5인 경우) | 옵션 (IHL > 5인 경우) | 옵션 (IHL > 5인 경우) | 옵션 (IHL > 5인 경우) | 옵션 (IHL > 5인 경우) | 옵션 (IHL > 5인 경우) | 옵션 (IHL > 5인 경우) | 옵션 (IHL > 5인 경우) | 옵션 (IHL > 5인 경우) | 옵션 (IHL > 5인 경우) | 옵션 (IHL > 5인 경우) | 옵션 (IHL > 5인 경우) | 옵션 (IHL > 5인 경우) | 옵션 (IHL > 5인 경우) | 옵션 (IHL > 5인 경우) | 옵션 (IHL > 5인 경우) | 옵션 (IHL > 5인 경우) | 옵션 (IHL > 5인 경우) | 옵션 (IHL > 5인 경우) | 옵션 (IHL > 5인 경우) | 옵션 (IHL > 5인 경우) | 옵션 (IHL > 5인 경우) | 옵션 (IHL > 5인 경우) | 옵션 (IHL > 5인 경우) | 옵션 (IHL > 5인 경우) |
| 32     | 256  | 옵션 (IHL > 5인 경우) | 옵션 (IHL > 5인 경우) | 옵션 (IHL > 5인 경우) | 옵션 (IHL > 5인 경우) | 옵션 (IHL > 5인 경우) | 옵션 (IHL > 5인 경우) | 옵션 (IHL > 5인 경우) | 옵션 (IHL > 5인 경우) | 옵션 (IHL > 5인 경우) | 옵션 (IHL > 5인 경우) | 옵션 (IHL > 5인 경우) | 옵션 (IHL > 5인 경우) | 옵션 (IHL > 5인 경우) | 옵션 (IHL > 5인 경우) | 옵션 (IHL > 5인 경우) | 옵션 (IHL > 5인 경우) | 옵션 (IHL > 5인 경우) | 옵션 (IHL > 5인 경우) | 옵션 (IHL > 5인 경우) | 옵션 (IHL > 5인 경우) | 옵션 (IHL > 5인 경우) | 옵션 (IHL > 5인 경우) | 옵션 (IHL > 5인 경우) | 옵션 (IHL > 5인 경우) | 옵션 (IHL > 5인 경우) | 옵션 (IHL > 5인 경우) | 옵션 (IHL > 5인 경우) | 옵션 (IHL > 5인 경우) | 옵션 (IHL > 5인 경우) | 옵션 (IHL > 5인 경우) | 옵션 (IHL > 5인 경우) | 옵션 (IHL > 5인 경우) |

## 특수 용도 주소
| 주소 대역      | 용도                          |
| -------------- | ----------------------------- |
| 0.0.0.0/8      | 자체 네트워크                 |
| 10.0.0.0/8     | 사설 네트워크                 |
| 127.0.0.0/8    | 루프백(loopback) 즉, 자기자신 |
| 169.254.0.0/16 | 링크 로컬(link local)         |
| 172.16.0.0/12  | 사설 네트워크                 |
| 192.0.2.0/24   | 예제 등 문서에서 사용         |
| 192.88.99.0/24 | 6to4 릴레이 애니캐스트        |
| 192.168.0.0/16 | 사설 네트워크                 |
| 198.18.0.0/15  | 네트워크 장비 벤치마킹 테스트 |
| 224.0.0.0/4    | 멀티캐스트                    |
| 240.0.0.0/4    | 미래 사용 용도로 예약         |

## 나라별 할당 현황

### 대한민국
2013년 8월 19일 현재 IPv4의 4,294,967,296개의 주소 가운데 대한민국에 약 2.61%인 112,268,800개가 할당되어 있으며 이 중 약 99.97%인 112,235,264개가 사용되고 있다. 이는 전 세계에서 미국, 중국, 일본, 영국, 독일 다음으로 6위를 차지하고 있으며 아시아권에서는 중국, 일본 다음으로 3위를 차지하고 있다.

## WHOIS 검색 서비스
IP 주소 및 도메인은 다음의 검색 기관의 WHOIS 검색 서비스 통해 쉽게 검색할 수 있다.

## 같이 보기
- IPv4 주소 할당량에 따른 나라 목록
- IPv4 주소 고갈
- IPv6